# Segnale elettrico
Un segnale elettrico è un particolare tipo di segnale in cui la grandezza fisica che varia nel tempo e che viene usata per veicolare un contenuto informativo è una corrente, una tensione o una potenza elettrica. Il contenuto informativo veicolato è una funzione del valore assunto dal segnale elettrico in un determinato istante di tempo.

## Applicazioni
Dal punto di vista applicativo per segnale elettrico si può intendere:
- un segnale che scorre in un circuito elettronico (es. in una scheda elettronica);
- un segnale che scorre in un circuito o collegamento elettrico (es. rete di accesso in rame).

Si tratta di segnali di bassa potenza elettrica.